# Lại Văn Quang
Lại Văn Quang (chữ Hán: 赖文光, 1827 – 1868), dân tộc Khách Gia, tướng lãnh Thái Bình Thiên Quốc, từng tham gia khởi nghĩa Kim Điền vào buổi đầu của phong trào, được phong Tuân vương. Sau khi Thiên Kinh thất thủ, ông trở thành thủ lĩnh Đông Niệp quân trong giai đoạn sau của phong trào khởi nghĩa Niệp quân.
Trong Tự thuật của mình, Văn Quang cho biết ông lớn lên ở Quảng Tây , nguyên quán là Gia Ứng Châu, Quảng Đông (nay thuộc địa cấp thị Mai Châu, Quảng Đông).

## Tham gia khởi nghĩa
Năm Hàm Phong đầu tiên (1851), Văn Quang tham gia khởi nghĩa Kim Điền của phong trào Thái Bình Thiên Quốc. Sau đó theo quân Thái Bình chuyển đi chiến đấu ở các nơi Quế Bình, Vĩnh An (nay là Mông Sơn); tiếp đó từ Quảng Tây tiến vào Hồ Nam, Hồ Bắc.
Năm sau (1852), ông nhiệm chức quan văn. Năm sau nữa (1853), Thái Bình Thiên Quốc định đô ở Nam Kinh, đổi gọi là Thiên Kinh, Văn Quang ở lại kinh thành làm việc. Sau sự biến Thiên Kinh (1856), phong trào tổn thất một lượng lớn tướng sĩ, ông chuyển sang nhiệm chức quan võ, phụng mệnh đi Giang Tây chiêu binh, nhằm tăng cường lực lượng cho nghĩa quân.
Mùa xuân năm thứ 8 (1858), Hồng Tú Toàn lại phái Văn Quang đi Giang Bắc phục vụ Trần Ngọc Thành, tham gia chiến đấu ở An Huy, Hồ Bắc.

## Ba lần Tây chinh
Mùa xuân năm thứ 10 (1860), Văn Quang có công trong 2 chiến dịch đại phá Đại doanh Giang Nam, được phong làm Kiệt Thiên Nghĩa. Mùa thu, quân Thái Bình tiến hành cuộc Tây Chinh lần thứ 2, ông theo quân đánh vào An Huy, Chiết Bắc. ngày 10/3 năm thứ 11 (1861), Văn Quang đánh bại quan quân của phó tướng Dư Tế Xương, chiếm được Hoắc Sơn. Ngày 18, đại quân của Trần Ngọc Thành đánh hạ Hoàng Châu thuộc Hồ Bắc (nay là khu Hoàng Châu, Hoàng Cương, Hồ Bắc) rồi giao cho ông trấn thủ. Ngày 15 tháng 6, cánh quân Nam lộ của Lý Tú Thành đến huyện Vũ Xương (nay là địa cấp thị Ngạc Châu) ở bờ đối diện Hoàng Châu, Văn Quang lập tức báo cáo đại lược tình hình Giang Bắc cho ông ta, thông suốt tin tức của hai cánh quân.
Tháng 9, An Khánh thất thủ, tình thế nguy ngập, Văn Quang bỏ Hoàng Châu lui về phía đông, hội họp với Trần Ngọc Thành. Ông kiến nghị: "Nên liên kết với Trương (Nhạc Hành) – Miêu (Bái Lâm) ở phía bắc để nương tựa Kinh Tả (phía đông Bắc Kinh, tức các tỉnh Sơn Đông, An Huy, Giang Tô), tiếp đó đưa kỳ binh ra lấy vùng Kinh (tức Kinh Châu, nay là Giang Lăng, Hồ Bắc), Tương (tức Tương Dương, nay là Tương Dương, Hồ Bắc); không quá nửa năm, binh nhiều tướng lắm, có thể khôi phục tỉnh Hoàn (Hoàn là An Huy, ở đây chỉ An Khánh), mà còn củng cố cửa ngõ kinh sư (tức Thiên Kinh), đây là thượng sách." . Trần Ngọc Thành không nghe. Sau khi lui về Lư Châu thuộc An Huy (nay là Hợp Phì), ông được phong Tuân vương, nhận lệnh cùng Phù vương Trần Đắc Tài, Khải vương Lương Thành Phú, Hỗ vương Lam Thành Xuân viễn chinh Hà Nam, Thiểm Tây.
Tháng 2 năm Đồng Trị đầu tiên (1862), Văn Quang đưa quân từ Lư Châu vượt sông Hoài vây đánh Dĩnh Châu (nay là Phụ Dương), không hạ được; ngày 12 tháng 2, vào Hà Nam đánh Tân Thái, tiếp đó quấy nhiễu Nam Dương; đi qua Trấn Bình, Nội Hương, Tích Xuyên; vào Thiểm Nam, vây đánh Thương Nam, Thương Châu; chiếm lĩnh Trấn An, Hiếu Nghĩa Thính (nay là Tạc Thủy); ra Đại Dục Khẩu, đến Doãn Gia Vệ (nay là nhai đạo Dẫn Trấn, khu Trường An, Tây An), uy hiếp Tây An. Lúc này, được tin Lư Châu nguy cấp, ông lập tức rút về phía đông để cứu viện, rời Thiểm Tây, vào Hà Nam; ở Vũ Dương hội họp với cánh quân của Mã Dung Hòa. Nhận tin Lư Châu thất thủ, Ngọc Thành bị hại, họ rẽ xuống Hồ Bắc ở phía nam, rồi quyết định lần nữa tiến đánh Thiểm Tây. Ngày 7 tháng 2 (1863, vẫn còn trong năm Âm lịch), nghĩa quân đánh lấy Hưng An thuộc Thiểm Tây (nay là An Khang), chiếm trọn huyện Miện (nay là huyện Miễn).
Đầu tháng 10 năm thứ 2 (1863), Văn Quang cùng bọn Trần Đắc Tài đại phá quan quân, giết chết bọn tổng binh Hạ Lan Quế, Tiêu Khánh Tứ, Hà Ngọc Lâm, Trần Thiên Trụ cùng tri huyền Chu Phiền Thọ, đánh hạ trọng trấn Hán Trung.
Ngày 10 tháng 2 năm thứ 3 (1864), bọn Văn Quang nhận lệnh cứu viện Thiên Kinh, quyết định chia 3 lộ nam hạ. Ông cùng bọn Trần Đắc Tài, Lam Thành Xuân làm bắc lộ, từ Thiểm Tây đi Trấn An, Sơn Dương, Thương Châu, hẹn với trung lộ, nam lộ hội họp ở 1 dải Tương Dương thuộc Hồ Bắc, tiếp tục tiến quân. Sau khi bọn họ đến Tích Xuyên, Nội Hương thuộc Hà Nam, hội họp với các cánh quân Niệp, lực lượng trở nên lớn mạnh, chia 4 lộ cùng tiến. Văn Quang đưa quân Thái Bình cùng quân Niệp của Trương Tông Vũ làm lộ thứ 2, chuyển đến Hồ Bắc. Ngày 26 tháng 5, đánh bại quan quân ở Thọ Sơn (thuộc hương Nam, huyện Ứng Sơn, phủ Đức An, nay là huyện cấp thị Quảng Thủy, địa cấp thị Tùy Châu), giết chết bọn Hộ quân thống lĩnh Thư Bảo, doanh tổng Đức Long A, tràn xuống Hoàng Pha, Hoàng Châu, Ma Thành, La Điền, chuẩn bị đông tiến.

## Tổ chức Tân Niệp
Ngày 19 tháng 7, Thiên Kinh thất thủ, lòng người tan rã, bọn Văn Quang trước sau đánh bại quan quân ở các nơi La Sơn thuộc Hà Nam và Quang Sơn thuộc Hồ Bắc, nhưng không thể xoay chuyển cục diện. Thượng tuần tháng 11, quân Thái Bình của Trần Đắc Tài thua trận tại Hoắc Sơn thuộc Hoàn Bắc, bọn Mã Dung Hòa đầu hàng triều đình, Lam Thành Xuân bị bắt và bị giết, Đắc Tài uống thuốc độc tự sát, tình thế nguy ngập. Nhằm thoát khỏi vòng vây của quan quân đang dần khép lại, ông đưa bộ hạ từ Vân Mộng nhắm đến Ngạc Bắc, rồi dần dần hội họp với tàn quân đột vây từ Hoắc Sơn. Thượng tuần tháng 12, Văn Quang đánh bại Tăng Cách Lâm Thấm ở Tương Dương, rồi liên hiệp với quân Niệp của Trương Tông Vũ nhắm đến Dự Nam.
Hoàn cảnh khó khăn đã buộc các tướng sĩ quân Thái Bình và quân Niệp bàn đến giải pháp liên hiệp nhằm chống lại cường địch. Hạ tuần tháng 11, quân Thái Bình của bọn Văn Quang và quân Niệp của bọn Trương Tông Vũ hợp nhất toàn lực lượng, biên chế mới đội ngũ, tổ chức Tân Niệp quân tại giao giới Dự - Ngạc. Ông được đề cử làm thủ lĩnh. Bọn họ vẫn dùng niên hiệu và phong hiệu của Thái Bình Thiên Quốc. Tân Niệp quân căn cứ đặc điểm địa hình của phương bắc, tăng kỵ binh, giảm bộ binh, nhằm nâng cao khả năng cơ động của đội ngũ.
Ngày 12 tháng 12, quân Niệp Mới đánh bại quan quân của Tăng Cách Lâm Thấm ở Đường Pha thuộc Đặng Châu, Hà Nam. Hạ tuần tháng giêng (1865, vẫn còn trong năm Âm lịch), lại đánh bại quân của Tăng ở Lỗ Sơn, chém chết bọn thống lĩnh Hằng Linh, phó đô thống Thư Luân Bảo. Văn Quang thừa thắng tận dụng khả năng lưu động của nghĩa quân, đông áp sát huyện Diệp, bắc đi qua Tương Thành, đội gió tuyết nhắm đến Tân Trịnh, Úy Thị; sau tiêu diệt quan quân ở phụ cận Yên Lăng, lại nam hạ các nơi Tây Bình, Nhữ Dương (nay là Nhữ Nam), Chánh Dương, Tín Dương. Quan quân vừa đến Tín Dương, nghĩa quân lại đi lên phía bắc, vượt qua Hứa Châu, Tuy Châu, từ Khảo Thành vào Sơn Đông.
Nghĩa quân vòng vo quanh quẩn ở các nơi Tào Châu, Tế Ninh Châu, Duyện Châu, Nghi Châu thuộc Lỗ Nam và Hải Châu thuộc Giang Tô, khiến quan quân đuổi theo vất vả. Ngày 10 tháng 5 năm thứ 4 (1865), nghĩa quân từ Vấn Thượng thuộc Sơn Đông vượt Vận Hà, đi qua huyện Phạm (nay là huyện Phạm, địa cấp thị Bộc Dương, Hà Nam), Bộc Châu, Vận Thành ở phía tây, đến được Gia Mật Trại, Hác Hồ Đồng, Cao Lâu Trại (còn gọi là Cao Trang Tập) thuộc huyện Hà Trạch, Tào Châu, tham gia sắp đặt binh mã đợi truy binh. Ngày 18, quan quân của Tăng Cách Lâm Thấm rơi vào ổ mai phục, chủ tướng Tăng Cách Lâm Thấm và nhiều tướng lĩnh cùng hơn 7000 quan quân bị tiêu diệt, quân Niệp Mới giành được thắng lợi vẻ vang nhất trong lịch sử đấu tranh của phong trào.

## Chống quân Tương – Hoài
Triều đình nhiệm mệnh cho Tăng Quốc Phiên thống soái quân Tương – Hoài tiễu phạt, Quốc Phiên tiến hành chiến lược "lấy tĩnh chế động", thiết lập vòng vây quanh 4 tỉnh Dự, Hoàn, Tô, Lỗ, từ từ xiết lại hòng tiêu diệt nghĩa quân. Văn Quang đưa quân đi qua Hà Nam đến Hoàn Bắc, cùng bọn Trương Tông Vũ vây đánh Trĩ Hà Tập, mãi không hạ được; vào ngày 25 tháng 7 cởi vây, cùng Trương Tông Vũ chia nhau hoạt động ở 2 lộ Hoàn, Dự - Lỗ, Tô.
Ngày 18 tháng giêng (1866, vẫn còn trong năm Âm lịch), Văn Quang đưa quân vào Hồ Bắc, chiếm Ma Thành, tiến hạ Hoàng Pha. Ngày 18 tháng 2 năm thứ 5 (1866), nghĩa quân đại phá quan quân ở Hoàng Cương, giết chết tổng binh Lương Hồng Thắng. Tiếp đó đi qua Dự Đông, chạy khỏi Hoàn Bắc, nhắm đến Sơn Đông. Ngày 26 tháng 4, hội họp với Trương Tông Vũ ở Vận Thành thuộc Sơn Đông. Trung tuần tháng 5, nghĩa quân liên tiếp bị quân Hoài của đề đốc Lưu Minh Truyện đánh bại ở Cự Dã, Hà Trạch, 2 cánh quân lại tách ra, chia nhau hoạt động ở 1 dải Tô Bắc, Hoàn Bắc và Dự Đông.
Lúc này, Tăng Quốc Phiên đề xuất mặt tây lấy sông Sa và sông Giả Lỗ, mặt nam lấy sông Hoài làm phòng tuyến; mặt bắc từ Chu Tiên Trấn đến Khai Phong và bờ nam Hoàng Hà nam đào hào xây tường, hòng vây khốn quân Niệp Mới ở khu vực giao giới Ngạc, Dự, Hoàn. Trung tuần tháng 9, Văn Quang, Tông Vũ hội quân ở 1 dải Vũ Châu, Hứa Châu, tìm các vị trí chưa xây tường ở khoảng từ Chu Tiên Trấn về phía bắc đến Khai Phong, theo đó thoát ra, vượt qua Úy Thị, Trung Mưu nhắm hướng bắc mà chạy. Đêm 24 tháng 9, nghĩa quân xông qua tường tại Lô Hoa Cương ở mặt nam Khai Phong, đánh tan quân Dự của tuần phủ Lý Hạc Niên, chạy theo hướng đông, vượt Trần Lưu, đi khỏi Sơn Đông. Kế hoạch vây diệt của Tằng Quốc Phiên phá sản.
Sau đó, Văn Quang tiếp tục hoạt động ở Trung Nguyên, còn bọn Tông Vũ chuyển sang các tỉnh Thiểm Tây, Cam Túc ở phía tây, liên kết với nghĩa quân dân tộc Hồi, sử cũ gọi là Đông Niệp – Tây Niệp. Có thuyết cho rằng bọn họ bất đồng về chiến lược, nhưng Văn Quang trong Tự thuật đã nhận rằng ông phái bọn Tông Vũ đi, nhằm tạo thế ỷ giốc, tránh tình trạng co cụm ở Trung Nguyên. Trên thực tế, 2 cánh quân Niệp Mới bị quan quân chia cắt, cô lập, không thể phối hợp với nhau được nữa.

## Lãnh đạo Đông Niệp
Ngày 29 tháng 10, bọn Văn Quang, Nhâm Hóa Bang, Phạm Nhữ Tăng soái quân Đông Niệp vượt Hoàng Hà (lúc này hạ du vẫn chưa đổi dòng), tiến vào tây nam bộ Sơn Đông, muốn tấn công đê Vận Hà, nhằm chiêu mộ nhân lực, vật lực ở khu vực phía đông Vận Hà. Nhưng nghĩa quân đi lại trong khoảng từ Vận Thành ở phía bắc, đến các nơi Phong (huyện), Bái (huyện) thuộc Giang Tô ở phía nam, cả tháng trời không có kết quả; vào đầu tháng 12 đành quay về Hà Nam, ngày 22 đến được đông bắc bộ Hồ Bắc.
Bấy giờ Văn Quang trù hoạch sẽ đưa đại quân đi Tứ Xuyên, để lại 1 cánh quân giữ Hồ Bắc, 1 cánh khác đánh Kinh Tử Quan ở giao giới Hà Nam, Thiểm Tây để nối lại liên lạc với quân Tây Niệp, đồng thời liên kết với nghĩa quân dân tộc Hồi của Vân Nam, dân tộc Miêu của Quý Châu cùng kháng Thanh. Nhưng Lý Hồng Chương lên thay Tằng Quốc Phiên, vẫn duy trì phương lược vây diệt, chỉ thay đổi biện pháp:, sẵn sàng bỏ trống một khu vực hiểm yếu, dẫn dụ nghĩa quân vào đó mà tiêu diệt. Nhờ vậy, Hồng Chương đã khắc phục được khiếm khuyết phân tán binh lực của quan quân, khắc chế được khả năng lưu động của nghĩa quân.
Ngày 11 tháng giêng (1867, vẫn còn trong năm Âm lịch), quân Đông Niệp đẩy lui đề đốc Quách Tùng Lâm ở La Gia Tập thuộc Chung Tường, Hồ Bắc, tiêu diệt 4000 quan quân; ngày 26, giết được mấy trăm quân Hoài của tổng binh Trương Thụ San ở Dương Gia Hà thuộc Đức An. Sau đó, nghĩa quân đi qua Kinh Sơn, An Lục, Tương Dương, Tảo Dương rồi quay lại An Lục, tụ họp ở phụ cận Doãn Gia Hà (nay là Vĩnh Long Hà) thuộc Kinh Sơn. Ngày 19 tháng 2 năm thứ 6 (1867), họ đẩy lui quân Hoài của Lưu Minh Truyện, giết chết bọn tổng binh Đường Điện Khôi, ký danh tổng binh Điền Lý An, phó tướng Ngô Duy Chương cùng hơn 600 quân, còn có mấy trăm người bị thương. Không ngờ quân Tương của đề đốc Bào Siêu tiến đánh dữ dội ở phía sau, Văn Quang cổ vũ sĩ tốt kháng địch, nhưng quan quân 2 mặt giáp công, dùng Phách sơn pháo luân phiên oanh kích, bắn chết phần lớn kỵ binh Niệp. Đến hoàng hôn, nghĩa quân đại bại, bị giết hơn vạn, bị bắt hơn 8000 người, tổn thất nặng nề . Ông soái nghĩa quân ra sức đột vây, chạy sang Hà Nam ở phía bắc, men theo giao giới Ngạc – Dự ghé qua phủ Tín Dương, vào thượng tuần tháng 3 trở lại Hồ Bắc, từ Hoàng An chạy đi Ma Thành, Kỳ Thủy, Quảng Tế (nay là Vũ Huyệt), Hoàng Mai.
Ngày 23 tháng 3, nghĩa quân tiêu diệt 8000 quân Tương ở Lục Thần Cảng thuộc Kỳ Thủy, chém bọn ký danh Bố chính sứ Bành Dục Quất cùng đề đốc La Triêu Vân, tổng binh Bành Quang Hữu hơn 30 quan tướng. Sau đó, Văn Quang đưa quân nhắm hướng tây quay lại 1 dải Cữu Khẩu (nay là trấn Cựu Khẩu) thuộc Chung Tường, Doãn Gia Hà thuộc Kinh Sơn. Vì bị quan quân ngăn trở, ông không thể vượt Hán Thủy để vào Xuyên, đành trở lại Tảo Dương, tiến vào Hà Nam. Gặp phải quân Hoài chặn đánh, vào thượng tuần tháng 5, nghĩa quân lại nhắm đến Hồ Bắc, nhưng bị Lưu Minh Truyện đuổi kịp ở bờ đông Hán Thủy, không thể vượt sông. Văn Quang đành vượt qua Kinh Sơn, Chung Tường, Tảo Dương mà lên phía bắc. Hạ tuần tháng ấy, trở lại Hà Nam, quyết định đông tiến Sơn Đông thay vì tây tiến Thiểm Tây như dự định. Trong Tự thuật, ông cho biết các tướng lãnh Đông Niệp e ngại Xuyên, Thiểm hiểm trở, không phù hợp với kỵ binh; lại thêm tin đồn Tứ Xuyên có nạn đói, nên phải từ bỏ dự định tây tiến .
Đầu tháng 6, Văn Quang đưa quân tiến vào nội địa phủ Tào Châu, Sơn Đông. Ngày 3, được nhân dân Lương Sơn dẫn lối, nghĩa quân từ bến đò Đái Gia Miếu vượt Vận Hà, phá vỡ tường đê, tiến đến Đông Bình, sau đó tấn công Thái An ở phía đông, uy hiếp Tế Nam, nhằm thẳng vào bán đảo Sơn Đông; ngày 30 áp sát Yên Đài. Lúc này, đạo viên  Phan Úy kêu gọi quân đội Anh, Pháp bố phòng, lại thêm đội thuyền buôn từ Thiên Tân vượt biển đến giúp, Sơn Đông tuần phủ Đinh Bảo Trinh cũng góp quân. Quân Đông Niệp bị bức phải lui về 1 dải Phúc Sơn, Ninh Hải (nay là Mưu Bình).

## Rơi vào trùng vây
Quân Đông Niệp tiến vào (bán đảo) Giao Đông (tức khu vực phía đông của sông Giao Lai), Lý Hồng Chương lấy Vận Hà làm vòng ngoài, Giao Lai Hà làm vòng trong, tiến hành bố phòng; men theo Giao Lai Hà đặt trọng binh làm bộ chỉ huy, giăng thuyền làm rào chắn; đồng thời lấy Hoàng Hà làm phòng tuyến mặt bắc, Lục Đường Hà thuộc Tô Bắc làm phòng tuyến mặt nam, hòng vây khốn nghĩa quân. Nghe tin, Văn Quang chuyển hướng đi Lai Dương, Tức Mặc, đột kích Ma Loan Khẩu ở phía nam Giao Lai Hà không xong, chuyển lên đột kích Tân Hà ở phía bắc cũng không được; sau đó dò biết ở phía bắc Giao Lai Hà có bãi cát không thể xây đê, đó là một đoạn của Duy Hà chảy ra biển, quan quân lại phòng ngự rất sơ sài , bèn vào ngày 19 tháng 8, từ bãi cát bên ngoài miếu Hải Thần, dốc toàn lực đột phá phòng tuyến quan quân, vượt Duy Hà, tây tiến đến huyện Duy (nay là khu Hàn Đình, địa cấp thị Duy Phường), Xương Lạc .
Nghĩa quân tuy vượt qua phòng tuyến Giao Lai Hà, nhưng vẫn nằm trong khoảng giữa Giao Lai Hà và Vận Hà. Văn Quang đi qua An Khâu, Lâm Cù rồi nam hạ Cử Châu, Nhật Chiếu, tiến đến các nơi Cống Du, Đàm Thành, Bi Châu, Túc Thiên, Thuật Dương thuộc giao giới Lỗ - Tô, nhưng không thể đột phá phòng tuyến của quan quân. Văn Quang rẽ về Lâm Nghi, Duyện Châu Phủ thuộc Sơn Đông, tại đây lại bị quan quân ngăn trở, tây không vượt được Vận Hà, bắc không vượt được Hoàng Hà; lại thêm mưa thu dầm dề, nước sông dâng cao, khiến cho phạm vi tác chiến nhỏ hẹp, lương thực thiếu thốn, tình thế ngày càng nguy khốn.
Ngày 12 tháng 11, nghĩa quân bị quan quân của Lưu Minh Truyền tập kích ở núi Tùng Thụ thuộc huyện Duy, 1 ngày thua 3 trận, chủ lực tổn thất, vì thế chạy về phía nam đi Giang Tô. Ngày 19, lại thua ở Cống Du, Lỗ vương Nhiệm Hóa Bang bị bộ hạ làm phản sát hại. Sau đó, Văn Quang trở lên Sơn Đông. Ngày 5 tháng 12, nghĩa quân bị Lưu Minh Truyền mai phục trong khoảng giữa huyện Duy, Thọ Quang nên đại bại. Ngày 24, Văn Quang triển khai trận quyết chiến cuối cùng ở khoảng giữa Bắc Dương Hà và Di Hà ở phía nam Thọ Quang, nghĩa quân bị giết hơn 2 vạn, bị bắt hơn 1 vạn, Thủ vương Phạm Nhữ Tăng tử trận. Ông đưa khoảng 4, 5000 tàn binh nam hạ, đêm mồng 1 tháng giêng (1868, vẫn còn trong năm Âm lịch), từ Hưng Hà Đầu, Trương Gia Loan thuộc phía nam Thuật Dương, đột phá phòng tuyến Lục Đường Hà, men bờ nam Vận Hà chạy đi Hoài An, Bảo Ứng và Tiên Nữ Miếu (nay là Giang Đô). Trên đường nghĩa quân nhiều lần bị chặn đánh, lực lượng càng lúc càng ít đi. Ngày 5 tháng giêng, Văn Quang đưa hơn ngàn người đi thẳng đến Ngõa Diêu Phố ở đông bắc Dương Châu, bị quân Hoài của đạo viên Ngô Dục Lan chặn đánh. Ông bị thương và bị bắt, quân Đông Niệp hoàn toàn thất bại.
Trong nhà lao, Văn Quang ghi lại quá trình hoạt động của nghĩa quân Thái Bình Thiên Quốc và Tân Niệp. Tự thuật của ông, Lý Tú Thành, Hồng Nhân Can là 3 nguồn tư liệu quan trọng nhất về hai cuộc khởi nghĩa lớn phản kháng nhà Thanh còn lưu lại đến ngày nay. Ngày 10 tháng giêng, Văn Quang bị hành hình ở Lão Hổ Sơn bên ngoài thành Dương Châu.